# 258
258（二百五十八、二五八、にひゃくごじゅうはち）は、自然数または整数において、257の次で259の前の数である。

## 性質
- 258は合成数であり、約数は1, 2, 3, 6, 43, 86, 129, 258である。
  - 約数の和は528。
  - 59番目の過剰数である。1つ前は252、次は260。
    - 約数の和が自身を並べ替えた数になる3番目の数である。1つ前は69、次は270。(オンライン整数列大辞典の数列 A115920)
- 26番目の楔数である。1つ前は255、次は266。
- 1/258 = 0.0038759689922480620155038759689922… (下線部は循環節で長さは21)
  - 逆数が循環小数になる数で循環節が21になる6番目の数である。1つ前は215、次は344。
- 258 = 61 + 62 + 63
  - a = 6 のときの a 1 + a 2 + a 3 の値とみたとき1つ前は155、次は399。
  - 6の自然数乗の値とみたとき1つ前は42、次は1554。
- 各位の平方和が93になる最小の数である。次は285。(オンライン整数列大辞典の数列 A003132)
  - 各位の平方和が n になる最小の数である。1つ前の82は1139、次の94は239。(オンライン整数列大辞典の数列 A055016)
- 各位の立方和が645になる最小の数である。次は285。(オンライン整数列大辞典の数列 A055012)
  - 各位の立方和が n になる最小の数である。1つ前の644は1111448、次の646は1258。(オンライン整数列大辞典の数列 A165370)
- 258 = 12 + 12 + 162 = 42 + 112 + 112 = 52 + 82 + 132
  - 3つの平方数の和3通りで表せる33番目の数である。1つ前は245、次は264。(オンライン整数列大辞典の数列 A025323)
- 258 = 52 + 82 + 132
  - 異なる3つの平方数の和1通りで表せる76番目の数である。1つ前は253、次は260。(オンライン整数列大辞典の数列 A025339)
- 258 = 23 + 53 + 53
  - 3つの正の数の立方数の和1通りで表せる35番目の数である。1つ前は253、次は270。(オンライン整数列大辞典の数列 A025395)
- 258 = 14 + 14 + 44
  - n = 4 のときの 4n + 2 の値とみたとき1つ前は66、次は1026。(オンライン整数列大辞典の数列 A178789)
- 258 = 28 + 2
  - n = 2 のときの n 8 + n の値とみたとき1つ前は2、次は6564。(オンライン整数列大辞典の数列 A196288)
- 約数の和が258になる数は1個ある。(257) 約数の和1個で表せる54番目の数である。1つ前は256、次は260。
- 各位の和が15になる11番目の数である。1つ前は249、次は267。

## その他 258 に関連すること
- 年始から数えて258日目は9月15日、閏年は9月14日。
- 第258代ローマ教皇は、ベネディクトゥス15世（在位：1914年9月3日～1922年1月22日）である。
- ISO 3166-1（JIS X 0304 国名コード）の258は、フランス領ポリネシア。
- 国際電話番号の258は、モザンビーク。
- スカパー!のCh258は、TBSニュースバード。
- BSの258chはDlifeであった。(2012年 - 2020年)
- オーリック (USS Aulick, DD-258) は、アメリカ海軍の駆逐艦。
- ウォルター・S・ブラウン (USS Walter S. Brown, DE-258) は、アメリカ海軍の護衛駆逐艦。
- ホー (USS Hoe, SS-258) は、アメリカ海軍の潜水艦。
- UFC 258
- 日本の女子バレーボールチーム・日紡貝塚/ニチボー貝塚は、1959年から1966年にかけて258連勝を記録した。(→詳細ニチボー貝塚258連勝の戦績一覧)